# Walentyna Mińska
Walentyna Mińska, właśc. Walentyna Sułkowska, z domu Czerniawska (ur. 7 kwietnia 1888 w Koskach, 6 lutego 1969 tamże) – święta prawosławna.
Urodziła się w rodzinie kapłana prawosławnego Fiodora Czerniawskiego, proboszcza parafii św. Mikołaja w Stańkowie (powiat miński) i nauczyciela, i jego żony Zofii. Dzieciństwo i młodość spędziła w sąsiedniej wsi Koski, gdzie jej rodzina na stałe zamieszkała. Miała trzy siostry: Annę, Ksenię i Olgę. Kilka miesięcy przed wybuchem I wojny światowej wyszła za mąż za pracownika mińskiego zarządu powiatowego Fiodora Sułkowskiego. Zmuszona do poszukiwania dodatkowego zajęcia z uwagi na trudną sytuację rodziny, Walentyna ukończyła kurs pracy kancelaryjnej, nigdy jednak nie podjęła pracy. Do końca I wojny światowej przebywała z mężem w Orszy, po czym wróciła w rodzinne strony i razem z mężem prowadzili gospodarstwo rolne. W 1930 małżonkowie zostali zmuszeni do dołączenie do kołchozu „Przebudzenie”, jaki powstał w Stańkowie. Rok później jej mąż został aresztowany za sprzeciw wobec kolektywizacji, który opuścił w kwietniu 1931, mając jednak pozwolenie na zamieszkanie wyłącznie w Astrachaniu. Walentyna Sułkowska pozostała w Koskach razem z matką, którą opiekowała się mimo ciężkiej choroby nerek. Matka Walentyny zmarła w końcu lat 30.
Zostawszy sama, Walentyna Sułkowska zaangażowała się w krzewienie wiary w swojej okolicy. Udzielała porad duchowych chętnym osobom, według wspomnień świadków posiadała dar jasnowidzenia i była w stanie odgadywać ich problemy, zanim zwierzyli się jej z nich. Za życia była przez jednych uważana za świętą, zaś przez innych za czarodziejkę. Swoją działalność prowadziła przez trzydzieści lat do śmierci w 1969. 6 lutego 2006 została kanonizowana przez Egzarchat Białoruski Patriarchatu Moskiewskiego.
Jej siostra Ksenia była żoną kapłana i późniejszego nowomęczennika Sergiusza Rodakowskiego.